# 情圣 (2016年电影)
情圣是一部于2016年上映宋晓飞、董旭联合执导，肖央、闫妮、小沈陽和乔杉主演的贺岁喜剧片。
改編自《红衣女郎》。

## 演员
- 肖央 饰 肖瀚
- 闫妮 饰 马丽里
- 小沈阳 饰 刘磊
- 乔杉 饰 汤怀
- 艾伦 饰 艾木
- 代乐乐 饰 沈红
- 常远 饰 常剑
- 李成敏 饰 yoyo
- 邓超 饰 王鲲（老二）
- 王迅 饰 油漆工
- 田雨 饰 大学老师